# Jeremy Hefner
Pour les articles homonymes, voir Hefner.
Jeremy Scott Hefner (né le 11 mars 1986 à Perkins, Oklahoma, États-Unis) est un ancien lanceur droitier des Ligues majeures de baseball.

## Carrière
Après avoir été drafté à deux reprises par les Mets de New York (au 46e tour de sélection en 2004 et au 48e tour en 2005) sans signer avec l'équipe, Jeremy Hefner rejoint l'organisation des Padres de San Diego après que ceux-ci l'aient réclamé de l'Université Oral Roberts en cinquième ronde en 2007. Hefner évolue en ligues mineures pour des clubs affiliés aux Padres de 2007 à 2011. Le 18 novembre 2011, le lanceur droitier est perdu au ballottage par les Padres lorsque les Pirates de Pittsburgh font son acquisition. Hefner n'y fait cependant que passer puisqu'il est réclamé au ballottage par les Mets de New York le 12 décembre suivant.
Après avoir commencé la saison de baseball 2012 avec les Bisons de Buffalo, le club-école des Mets avec qui il est lanceur partant, Jeremy Hefner est rappelé par l'équipe new-yorkaise pour faire ses débuts dans le baseball majeur comme lanceur de relève le 23 avril face aux Giants de San Francisco, à qui il n'accorde aucun point en trois manches lancées.